# Dimitrios Chondrokukis
Dimitrios Chondrokukis (gr. Δημήτρης Χονδροκούκης; ur. 26 stycznia 1988) – grecki lekkoatleta specjalizujący się w skoku wzwyż. Od 26 listopada 2013 reprezentuje Cypr.
Na początku międzynarodowej kariery zajął dwunaste miejsce na mistrzostwach świata juniorów młodszych (2005), szóste na mistrzostwach świata juniorów (2006) oraz czwarte na juniorskich mistrzostwach Europy (2007). Odpadł w eliminacjach podczas uniwersjady w 2007 w Bangkoku. Sezon 2009 rozpoczął od brązowego medalu halowych mistrzostw Bałkanów, a latem był dwunasty na młodzieżowych mistrzostwach Europy. W 2011 zajmował piąte lokaty na halowych mistrzostwach Europy oraz mistrzostwach świata. Zimą 2012 wygrał halowe mistrzostwa Bałkanów, a kilka tygodni później został halowym mistrzem światem. W związku z pozytywnymi wynikami badań dopingowych (przeprowadzonych 4 lipca 2012, poza zawodami) został zmuszony do wycofania się z igrzysk olimpijskich w Londynie. Otrzymał karę dwuletniej dyskwalifikacji.
Po powrocie do rywalizacji - reprezentując Cypr - zajął 11. miejsce na mistrzostwach świata w Pekinie (2015). W 2016 zajął 7. miejsce na mistrzostwach Europy oraz był dwunasty w finałowym konkursie igrzysk olimpijskich w Rio de Janeiro.
Medalista mistrzostw Grecji oraz uczestnik drużynowych mistrzostw Europy.
Rekordy życiowe: stadion – 2,32 m (18 czerwca 2011, Izmir; 1 września 2011, Daegu; 8 września 2011, Zurych; 11 maja 2012, Doha); hala – 2,33 m (11 marca 2012, Stambuł). Halowy rekordzista Cypru – 2,32 m (14 lutego 2015, Pireus).

## Osiągnięcia
| Rok  | Impreza                               | Miejsce        | Pozycja           | Wynik |
| ---- | ------------------------------------- | -------------- | ----------------- | ----- |
| 2005 | Mistrzostwa świata juniorów młodszych | Marrakesz      | 12. miejsce       | 2,04  |
| 2006 | Mistrzostwa świata juniorów           | Pekin          | 6. miejsce        | 2,19  |
| 2007 | Mistrzostwa Europy juniorów           | Hengelo        | 4. miejsce        | 2,21  |
| 2007 | Uniwersjada                           | Bangkok        | el. –             | 2,15  |
| 2009 | Halowe mistrzostwa krajów bałkańskich | Pireus         | 2. miejsce        | 2,22  |
| 2009 | Młodzieżowe mistrzostwa Europy        | Kowno          | 12. miejsce       | 2,14  |
| 2011 | Halowe mistrzostwa Europy             | Paryż          | 5. miejsce        | 2,29  |
| 2011 | I liga drużynowych mistrzostw Europy  | Izmir          | 1. miejsce        | 2,32  |
| 2011 | Mistrzostwa świata                    | Daegu          | 5. miejsce        | 2,32  |
| 2012 | Halowe mistrzostwa krajów bałkańskich | Stambuł        | 1. miejsce        | 2,26  |
| 2012 | Halowe mistrzostwa świata             | Stambuł        | 1. miejsce        | 2,33  |
| 2015 | Halowe mistrzostwa Europy             | Praga          | el. – 19. miejsce | 2,19  |
| 2015 | Mistrzostwa świata                    | Pekin          | 11. miejsce       | 2,25  |
| 2016 | Mistrzostwa Europy                    | Amsterdam      | 7. miejsce        | 2,24  |
| 2016 | Igrzyska olimpijskie                  | Rio de Janeiro | 12. miejsce       | 2,25  |